# Неуважаев, Владимир Емельянович
Владимир Емельянович Неуважаев (род.1935) — советский и российский  специалист в области вычислительной математики, доктор физико-математических наук (1972), профессор (1989). Лауреат Государственной премии СССР (1972). Заслуженный деятель науки Российской Федерации (2006).

## Биография
Родился 30 июня 1935 года в станице Новоджерелиевская, Брюховецкого района Краснодарского края.
С 1956 года после окончания физико-математического факультета Ростовского государственного университета работал в системе МСМ СССР. С 1956 года направлен в закрытый город Челябинск-70 во Всесоюзный научно-исследовательский институт технической физики с назначением инженером, с 1959 года — старшим инженером и руководителем группы, с 1965 года — начальником отдела. С 1971 года — заместитель начальника Математического отделения (НИО-3) по науке ВНИИТФ. 
В 1963 году защитил учёную степень кандидата физико-математических наук, в 1986 году — доктора физико математических наук. С 1996 года главный научный сотрудник ВНИИТФ, основные научные интересы В. Е. Неуважаева связаны с разработкой новых численных методов решения сложных задач механики сплошных сред, получением аналитических решений автомодельных задач газовой динамики, математическим моделированием процессов возникновения и развития газодинамической неустойчивости и турбулентности в течениях стратифицирных газов и жидкостей.
С 1993 года профессор кафедры вычислительной математики Челябинского государственного университета и Снежинской физико-технической академии. С 1995 года академик Международной академии информатизации. С 1979 года член редколлегии Научно-технического сборника «Вопросы атомной науки и техники» (ВАНТ) из серии "Математическое моделирование физических процессов".

## Награды

### Ордена
- Орден Дружбы народов (1985)

### Премии
- Государственная премия СССР (1972)

### Звания
- Заслуженный деятель науки Российской Федерации (2006)